# Serrognathus titanus
Serrognathus titanus là một loài bọ cánh cứng trong họ Lucanidae. Loài này được Boisduval mô tả khoa học năm 1835.